# ICloud
ICloud is een reeks gedeeltelijk gratis cloudvoorzieningen van Apple.
De dienst werd op 6 juni 2011 aangekondigd tijdens de WWDC en werd gelanceerd op 12 oktober 2011. Met iCloud wordt materiaal (zoals contacten, agenda's en documenten) opgeslagen op een server ("de cloud"). Vervolgens worden deze bestanden gesynchroniseerd met apparaten, zoals iPhones, iPads, iPod touchs, Macs en pc's. ICloud bewaart onder meer muziek, apps, foto's, contactpersonen, agenda's en documenten. Als er iets verandert op één apparaat, worden alle andere apparaten automatisch en draadloos bijgewerkt (synchronisatie). Gebruikers van iCloud krijgen ook een gratis e-mailaccount. Voorheen was dit een @me.com-account, vanaf 16 juli 2012 is Apple begonnen met @icloud.com-e-mailadressen te activeren.
Apple gebruikt voor de gegevensopslag van iCloud-data de cloud-infrastructuur van Google Cloud.

## Geschiedenis
De eerste officiële aankondiging van iCloud van Apple verscheen op 31 mei 2011, toen een persbericht aankondigde dat de cloudvoorziening op 6 juni 2011, tijdens de WWDC, getoond zou worden, naast iOS 5 en OS X Lion. Apple kondigde aan dat iCloud MobileMe zal vervangen en dat de basisfuncties van iCloud gratis zullen zijn.
ICloud was de opvolger voor iTools, .Mac en MobileMe. Met MobileMe werden eveneens e-mails, contacten en agenda's gesynchroniseerd met verschillende apparaten, maar iCloud is uitgebreider en bovendien gratis. MobileMe hield op te bestaan op 30 juni 2012. Gebruikers met een MobileMe-account kregen tot die datum gratis toegang.
De officiële website, www.icloud.com, werd begin augustus 2011 voor Apple-ontwikkelaars gelanceerd.

## Functies
ICloud is ingedeeld in apps. De functies van iCloud zijn nauw verweven met de apps op iPhone, iPad, iPod touch en Mac. Bovendien kun je via een webbrowser op icloud.com door middel van webapps eveneens bij al je gegevens. ICloud bestaat uit de volgende onderdelen:
- Agenda, Mail en Contacten - ICloud bewaart alle agenda's, contacten en e-mailberichten en houdt ze synchroon op alle apparaten van een gebruiker.
- Apps, boeken en Back-up - ICloud bewaart tevens alle apps en boeken van een gebruiker.
- Backups - Ook is het mogelijk om via iCloud een reservekopie te maken. Deze reservekopie bewaart vervolgens alle instellingen op iPhone, iPad en iPod touch. Dit kan via de instellingen van de iPhone en staat niet standaard aan. Belangrijk om hierbij te vermelden is dat de back-updienst / reservekopie geen back-up maakt van de foto's en WhatsApp.[4]
- Documenten in de Cloud - ICloud is geïntegreerd in Pages, Numbers en Keynote op iPhone, iPad en iPod touch. Als op één apparaat een document wordt bewerkt, is die bewerking meteen zichtbaar op de andere apparaten.
- Fotostream - Met Fotostream is een foto die op een apparaat gemaakt wordt, meteen draadloos beschikbaar op alle andere apparaten.
- iTunes in de Cloud - ITunes in de Cloud bewaart alle muziek van een gebruiker en zorgt dat de muziek op alle apparaten synchroon is. Met iTunes Match wordt muziek die buiten de iTunes Store is verkregen opgewaardeerd naar de iTunes Plus-kwaliteit. hier zijn kosten aan verbonden.
- Zoek vrienden en Zoek iPhone - Met de Zoek mijn-app in de App Store kun je je vrienden vinden op een kaart, indien ze dat willen, en met Zoek mijn iPhone kan de gebruiker zijn apparaat op afstand opsporen op een kaart bij diefstal of verlies.

## Privacy
De data van iCloud wordt versleuteld bewaard op de servers van Apple, maar Apple heeft een master key, en kan de data decoderen als de overheid dat vraagt.
In augustus 2014 bleek dat hackers toegang verkregen hadden via de Find My iPhone-service, waardoor ze via brute-force attacks wachtwoorden van gebruikers konden achterhalen en hun data bekijken. Zo bekwamen ze een groot aantal privéfoto's van bekendheden, die ze op het internet lieten uitlekken. Apple heeft sindsdien ontkend dat de iCloud-service zelf verantwoordelijk was voor het lek, maar beweert dat dit het gevolg was van een zeer gerichte aanval.